# Parque Almirante Brown

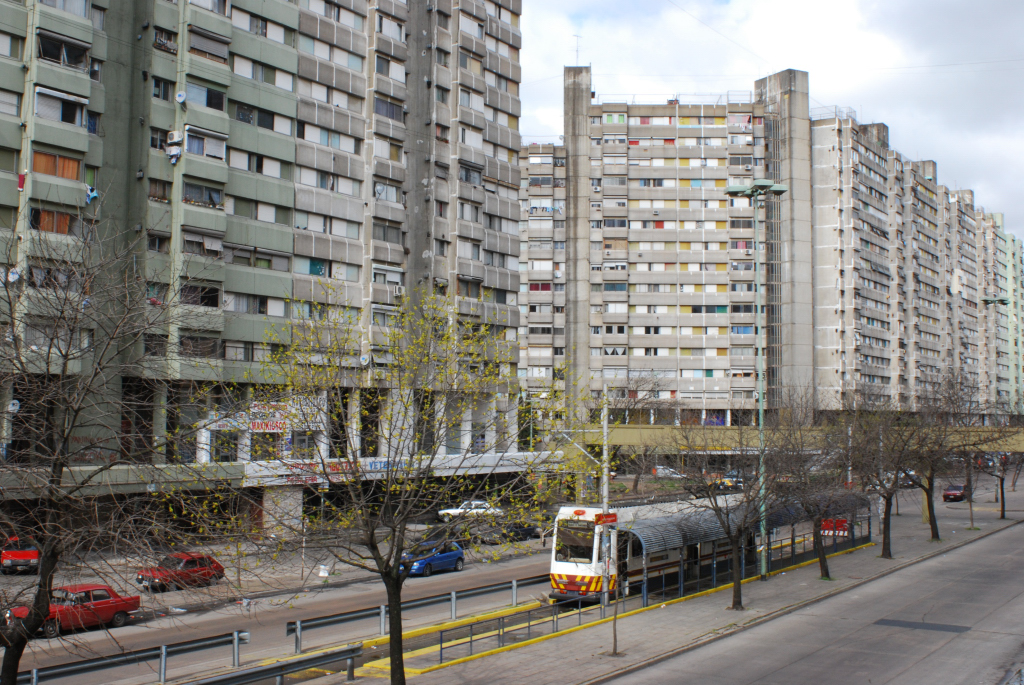
Barrio Lugano 1 y 2 y Premetro.

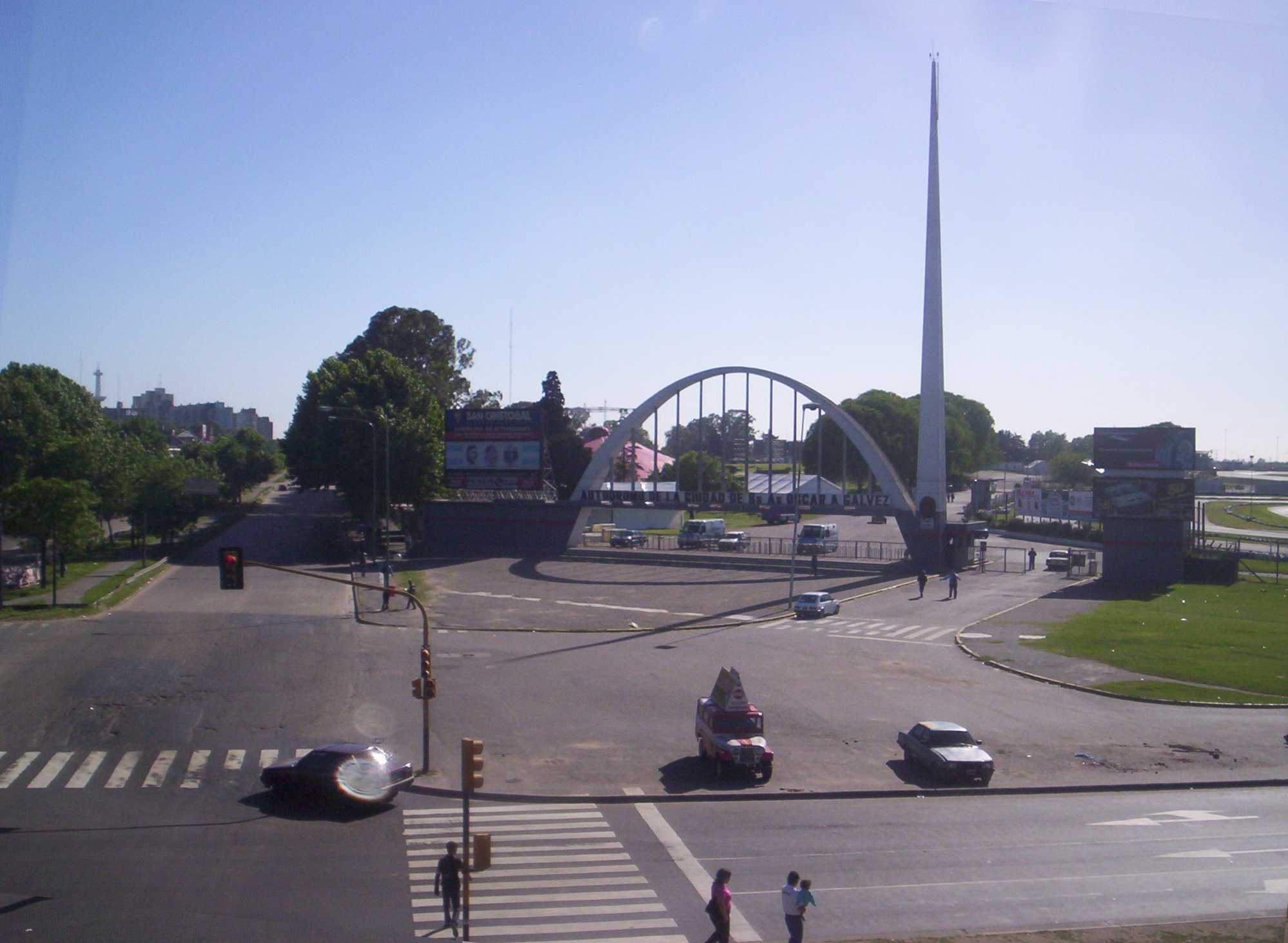
Autódromo Oscar y Juan Gálvez, inaugurado en 1951.

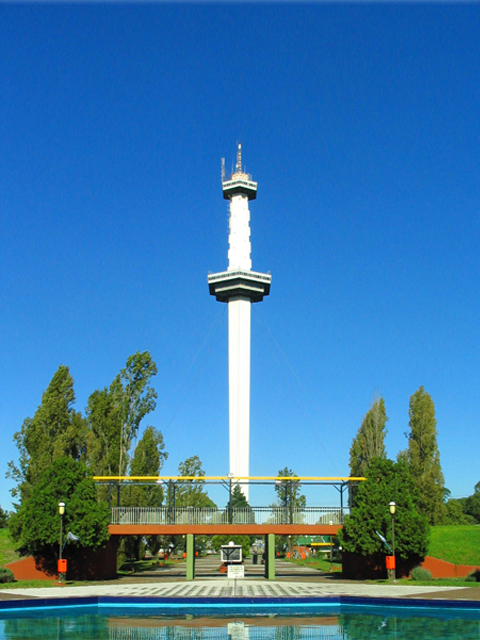
Parque de la Ciudad y Torre Espacial.

El Parque Almirante Brown es uno de los mayores espacios verdes de la ciudad de Buenos Aires, en Argentina. Creado por el Plan Regulador de 1962, se extiende con 1400 hectáreas por los barrios de Flores, Villa Soldati, Villa Lugano y Villa Riachuelo, y ocupa el extremo sudoeste de Buenos Aires.
Producto de numerosos planes municipales inconclusos y fracasados, dentro de su extensa superficie se encuentran numerosos conjuntos de vivienda, un parque público, un estadio de tenis, un parque de diversiones abandonado, un hipermercado, un campo de golf y varias villas de emergencia.

## Historia
La zona que hoy ocupa el Parque Almirante Brown fue históricamente conocida como el Bañado de Flores, ya desde el siglo XIX, ya que era una zona baja e inundable por las aguas del Riachuelo. Desde comienzos del siglo XX, se desarrollaron importantes y ambiciosas obras públicas para sanear la zona, rellenar el bañado y rectificar tanto el Riachuelo como el Arroyo Cildáñez, un afluente. Las obras incluyeron la construcción de dos lagos artificiales para la regulación del caudal del Riachuelo: el Lago de Regatas y el Lago Lugano.
Los asentamientos eran escasos, la zona era semirrural y el plan urbano de la Municipalidad originalmente contemplaba el trazado de calles y la urbanización de toda la zona, haciendo desaparecer el espacio verde. Sin embargo la zona se mantuvo estancada durante la primera mitad del siglo XX, mientras se desarrollaban barrios como Villa Soldati o Villa Lugano. Sólo se destacaba un Aeródromo, que está muy ligado a la historia fundacional del barrio.
En 1951, se inauguró el Autódromo 17 de Octubre (hoy llamado “Oscar y Juan Gálvez”). Ante el desarrollo del automovilismo argentino, el gobierno del Presidente Juan Domingo Perón decidió construir el autódromo en el sur de la Ciudad de Buenos Aires, en un predio de más de 200 ha, en el barrio de Villa Riachuelo. El autódromo fue inaugurado por el intendente Jorge Sabaté
En 1958 se creó la Oficina del Plan Regulador para Buenos Aires (OPRBA), que en 1962 decidió la creación del Parque Almirante Brown y trazó las primeras ideas para su urbanización. También se instaló en la zona una planta de residuos, hoy parte del CEAMSE. Por estos mismos años comenzó a notarse el asentamiento de indigentes en casas precarias, víctimas de la migración campo-ciudad impuesta por la industrialización de la economía argentina.
Con la interrupción de la democracia en 1966, el plan regulador fue cancelado, cuando apenas se habían construido los primeros conjuntos habitacionales: el Juan José Castro y el Nagera. Al mismo tiempo, avanzaba el asentamiento de población humilde, haciendo crecer las ahora llamadas villas miseria. La dictadura de ese momento lanzó un plan de Núcleos Habitacionales Transitorios (NHT) que en muchos casos se transformaron en la vivienda definitiva de muchas familias. El parque fue achicado tras ceder terrenos para la construcción de los monoblocks de Lugano 1 y 2, que están al lado. Muchos de estos edificios carecen de servicios básicos como agua, gas y cloacas, padecen situaciones graves de inseguridad por la falta de iluminación en la zona y deben sortear múltiples inconvenientes porque no tienen títulos de propiedad. construido por la Comisión Municipal de la Vivienda a comienzos de la década de 1960, como primera etapa de un plan habitacional, que también incluyó al Barrio Catalinas Sur y al Barrio Constitución.
En la década siguiente, la inestabilidad política paralizó todos los proyectos, hasta que el intendente de facto Osvaldo Cacciatore impulsó un plan maestro para el Parque Almirante Brown, contemplando la creación de un parque zoofitogeográfico que reemplazara al Jardín Zoológico de Palermo, de un parque recreativo y deportivo, un campo de golf público y un parque de diversiones que fue concesionado a la empresa Interama.[cita requerida] La obra pública avanzó sin trabas, hasta que estalló un escándalo por irregularidades, sobreprecios y corrupción que terminó quitando a Cacciatore de su puesto, y truncando totalmente el plan para el parque. A fines del año siguiente, una de las primeras medidas del intendente radical Julio César Saguier fue la cancelación del contrato con la empresa Interama, con lo cual, la administración del parque pasó a manos del Estado porteño. El motivo: una investigación de la Procuración había detectado una serie de irregularidades, entre ellas, la presentación de balances falsos.
En las últimas tres décadas, el estancamiento general del plan para el Parque Almirante Brown sólo se vio interrumpido por la creación del Premetro en 1987 y la inauguración del Parque Indoamericano a fines de 1995, aprovechando parte del terreno para el frustrado parque zoofitogeográfico. La crisis heredada de la última dictadura militar por el gobierno democrático de Alfonsín, y el plan de corte neoliberal desarrollado en la década de 1990, tuvieron como consecuencias el crecimiento de las villas miseria y el abandono de las instalaciones del parque.
En 2007 la Asociación Madres de Plaza de Mayo construyó 432 viviendas populares (en tres etapas) en terrenos linderos del Parque Indoamericano. En diciembre de 2010, habitantes de una villa miseria intentaron tomar terrenos pero fueron desalojados mediante la policía federal y metropolitana, Entre 2012 y 2013 18 hectáreas fueron cementadas para la construcción de Ciudad Rock, originando en la Comuna una reducción del 33% de sus espacios verdes entre 2007 y 2014. En 2014 se propuso ceder parte del parque de forma gratutita, según un proyecto de Cristian Ritondo para ceder un terreno por 20 años a la Asociación Golf Club. En 2013, el jefe de gobierno porteño Mauricio Macri anunció que el predio pasaría a llamarse "Ciudad del Rock" y se utilizaría solo para recitales. El Gobierno de la Ciudad de Buenos Aires desmanteló el Parque de la Ciudad.
Según la Defensora adjunta del pueblo de la Ciudad Autónoma de Buenos Aires, esta nueva obra del gobierno de Mauricio Macri fue acompañada por la destrucción de bienes públicos, reducción de los espacios verdes, negociados con privados a exclusivo beneficio de estos. La Ciudad Rock tiene como único beneficiario a la empresa Siberia S.A. Años más tarde en febrero de 2013 EL Ciudad del Rock costó $89 millones, pero no tuvo éxito al año siguiente se anunció su desmantelamiento definitivo.